# 인도사막저드
인도사막저드(학명: Meriones hurrianae)는 쥐목 쥐과 메리오네스속에 속하는 저드의 일종이다. 주로 인도의 타르 사막과 파키스탄 등지에 분포한다.